# Dodge Durango
Der Dodge Durango ist ein Sport Utility Vehicle der Marke Dodge des Stellantis-Konzerns.
Die zum Modelljahr 1998 eingeführte erste Generation war der Nachfolger des 1993 eingestellten Dodge Ramcharger. 2004 erschien die zweite Generation, welche zum Modelljahr 2007 überarbeitet wurde. Der Durango wurde bis Ende 2008 im Newark Assembly Plant in Newark (Delaware) produziert.
Die dritte Generation wurde 2010 vorgestellt. Seither findet die Produktion im Jefferson North Assembly Plant in Detroit (Michigan) statt.

## Durango (1998–2003)
Der erste Dodge Durango wurde kurz nach der Einführung der zweiten Generation des Dodge Dakota, auf dessen Plattform er basierte, vorgestellt. Während der späten 1980er hatten Designer bei Chrysler  vorgeschlagen, einen SUV auf Basis des Dakota-Pick-ups zu bauen; das Projekt wurde seinerzeit jedoch zugunsten des Grand Cherokee der Marke Jeep aufgegeben. Der Durango verfügt über eine robuste Leiterrahmen-Konstruktion mit aufgesetzter Karosserie, die bis zu sieben Passagiere transportieren kann und Zugkraft für bis zu 4,0 Tonnen Anhängelast besitzt. Der 4,7-l-PowerTech-V8 ersetzte ab dem Modelljahr 2000 den 5,2-l-Motor. Im gleichen Jahr wurde auch eine Hochleistungsversion mit der Typenbezeichnung R/T mit Allradantrieb und einem 5,9-l-Motor herausgebracht.

### Motoren
- 1998–1999: 5,2 l-Magnum-V8, 172 kW (230 SAE-PS)
- 1998–2003: 5,9 l-Magnum-V8, 183 kW (245 SAE-PS)
- 2000–2003: 4,7 l-PowerTech-V8, 175 kW (235 SAE-PS)

## Durango (2003–2009)
Die zweite Generation des Durango erschien im Herbst 2003 kurz vor der Vorstellung des neuen Dodge Dakota. Wie beim Dakota bestanden viele Gemeinsamkeiten mit dem großen Pick-up Dodge Ram, wie zum Beispiel der Leiterrahmen. Die neue Generation war 7 Zoll (ca. 18 cm) länger, 2 Zoll (ca. 5 cm) breiter und 3 Zoll (ca. 8 cm) höher als das Vorgängermodell. Chrysler hatte für das 2007er Modelljahr eine eigene Variante dieses Modells, den Chrysler Aspen, vorgestellt.

### Modellpflege

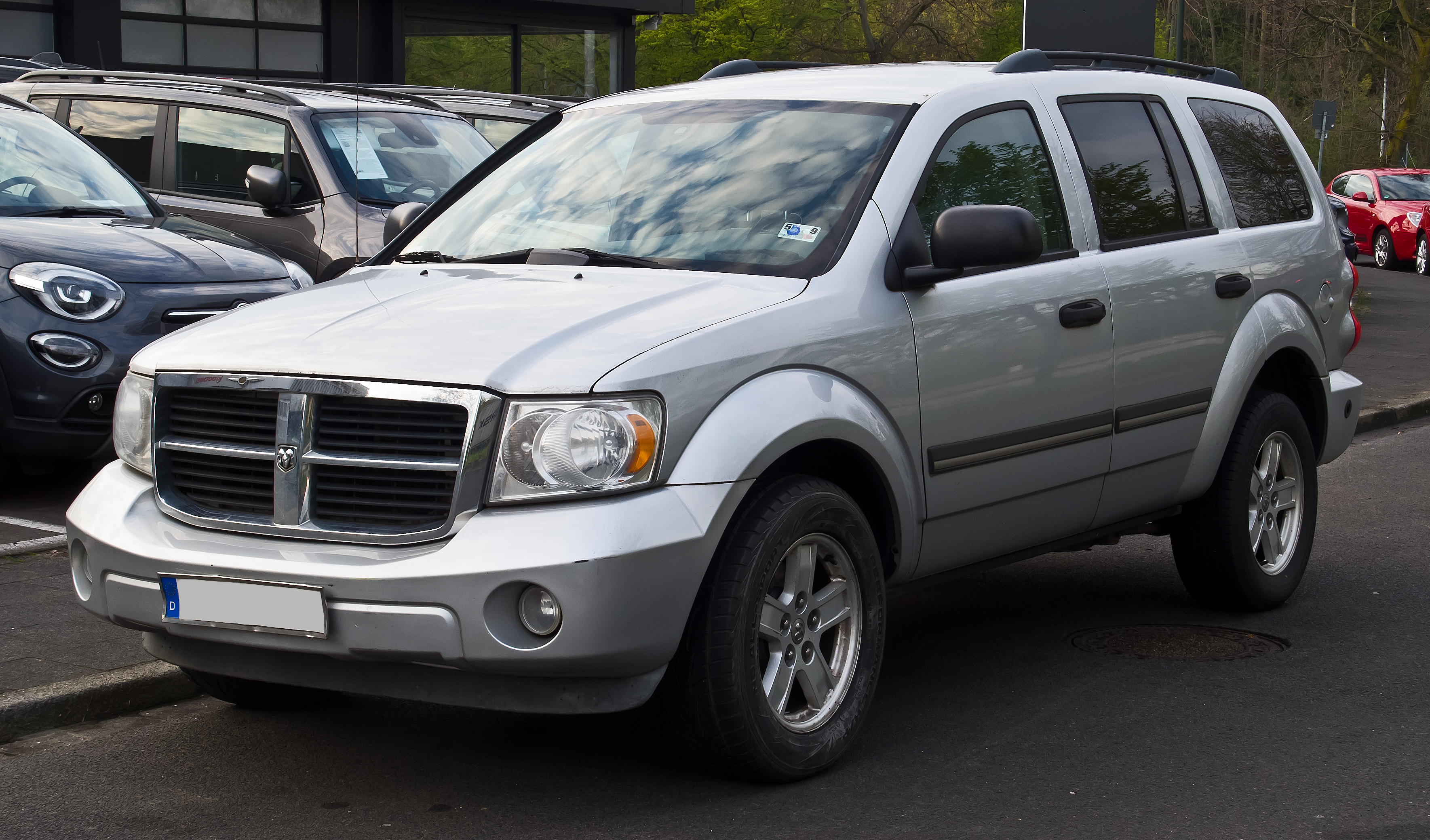
Dodge Durango (2006–2009)

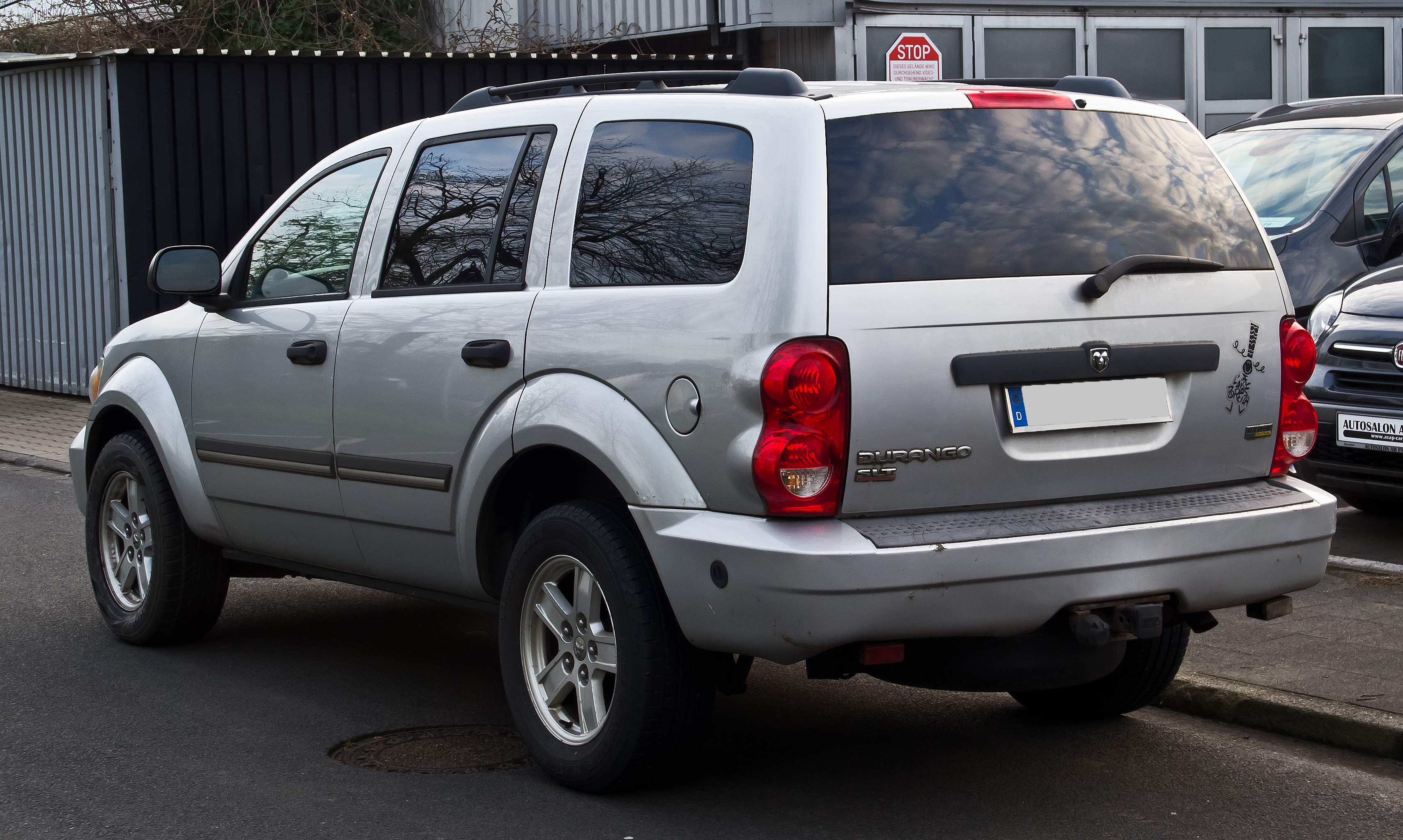
Heckansicht

Im April 2006 debütierte auf der Dallas Auto Show eine für das Modelljahr 2007 überarbeitete Version des Durango, um einem Rückgang der Verkaufszahlen entgegenzuwirken. Neu gestaltet waren unter anderem die Motorhaube, der Kühlergrill, die vorderen Beleuchtungseinheiten sowie Stoßfänger und Felgen. Im Innenraum war die Bedienung der Klimaanlage überarbeitet, und die Sitze der zweiten und dritten Reihe waren neu konstruiert worden. Die Ausstattung wurde um ein ESP, einen Parkassistenten hinten, eine automatische Reifenluftdruckkontrolle und ein „one-touch“-Blinksystem erweitert. Die technischen Veränderungen beschränkten sich auf einen neu konstruierten Fahrzeugboden und eine Überarbeitung der Elektronik.
Ab Ende 2008 war der Durango kurzzeitig auch in einer Hybridausführung erhältlich. Dabei handelte es sich um das gemeinsam mit GM entwickelte Advanced Hybrid System 2 in Verbindung mit dem Chrysler Hemi V8-Motor. Nur wenige Wochen nach Produktionsbeginn des Hybridmodells wurde die gesamte Fertigung des Durango wie auch des Parallelmodells Chrysler Aspen mangels Nachfrage eingestellt. Auf Grund der Überproduktion waren beide Modelle bis Mitte 2009 noch eine Zeit lang als Neuwagen erhältlich.

### Motoren
- 2004–2009: 3,7 l PowerTech V6, 157 kW (210 SAE-PS) bei 5200/min und 319 Nm bei 4000/min
- 2003–2009: 4,7 l PowerTech V8, 175 kW (235 SAE-PS) bei 4500/min und 407 Nm bei 3600/min
- 2003–2009: 5,7 l Hemi V8, 250 kW (335 SAE-PS) bei 5200/min und 502 Nm bei 4200/min

## Durango (seit 2010)

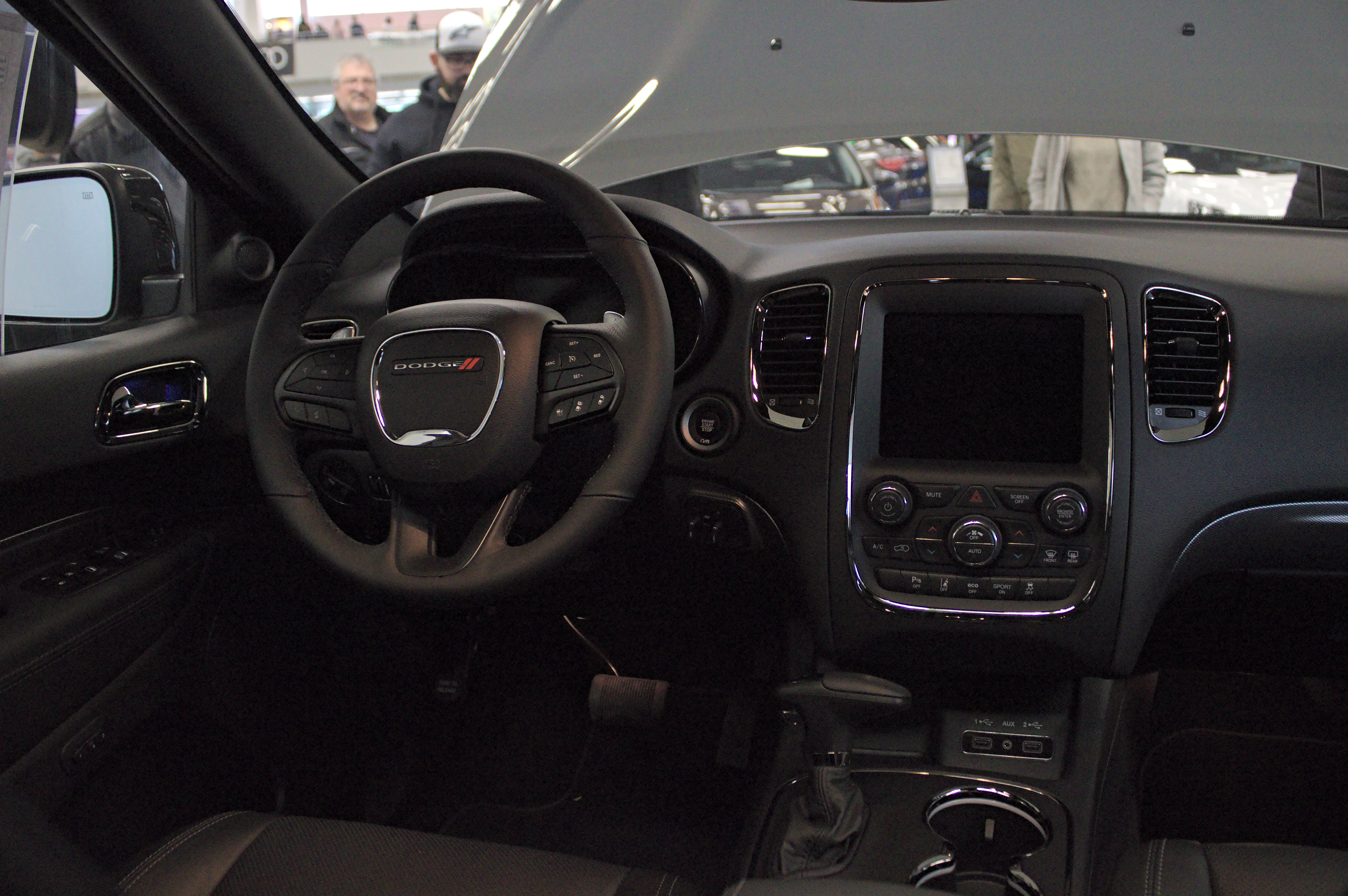
Innenansicht

Seit Herbst 2010 ist die dritte Generation des Dodge Durango auf dem US-amerikanischen Markt erhältlich. Der Wagen wurde bei nahezu unveränderten Abmessungen – außer einer um etwa 10 cm geringeren Fahrzeughöhe – komplett neu gestaltet. Das Modell basiert auf der gleichen Plattform wie der zeitgenössische Jeep Grand Cherokee.
Wie bei mittlerweile allen Fahrzeugen von Dodge handelt es sich bei dem V6-Motor um Chryslers neues „Pentastar“-Aggregat mit deutlich mehr Leistung, sodass der kleinere V8-Motor entfiel. Der 5,7-Liter-HEMI-V8 im Durango R/T verfügt über eine Zylinderabschaltung. Beide Versionen sind optional mit Allradantrieb erhältlich.

### Modellpflege
Im Modelljahr 2014 wurden einige kleinere Änderungen am Design vorgenommen (Tagfahrlicht in LED-Ausführung, markentypisches Heck mit umlaufender roter Beleuchtung (LED)). Im Innenraum wurde das Cockpit deutlich überarbeitet und bietet nun ein 5" oder 8" Infotainment-System (uConnect) und einen zentralen 7" Bildschirm mit flexibler Darstellung von z. B. Tacho, Verbrauch oder Soundanlage.
Größte Änderung ist die Einführung einer 8-Stufen-Automatik in allen Modellen, welche positiv auf Fahreigenschaften und den Verbrauch wirkt.

### SRT

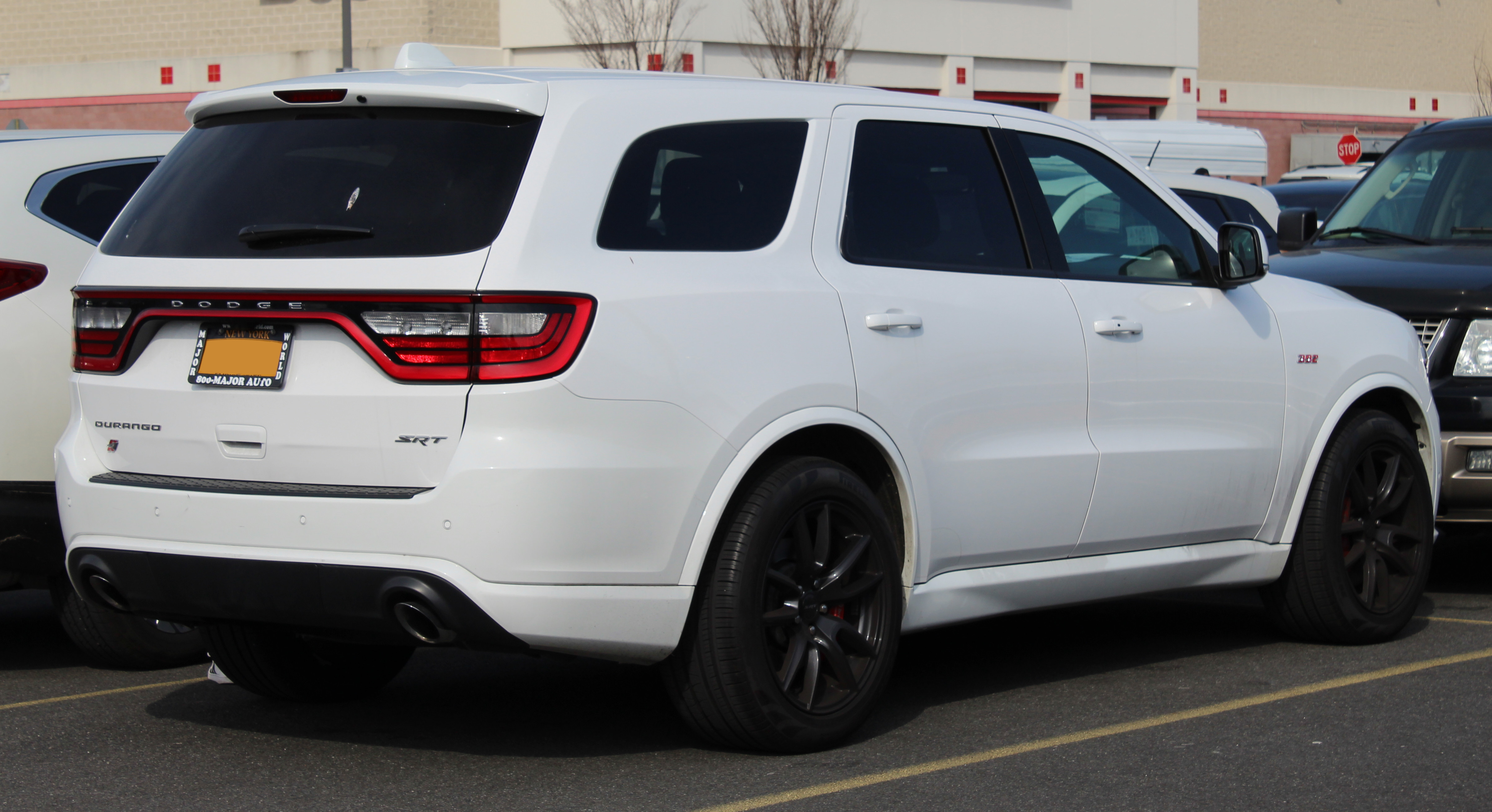
Dodge Durango SRT (2017–2024)

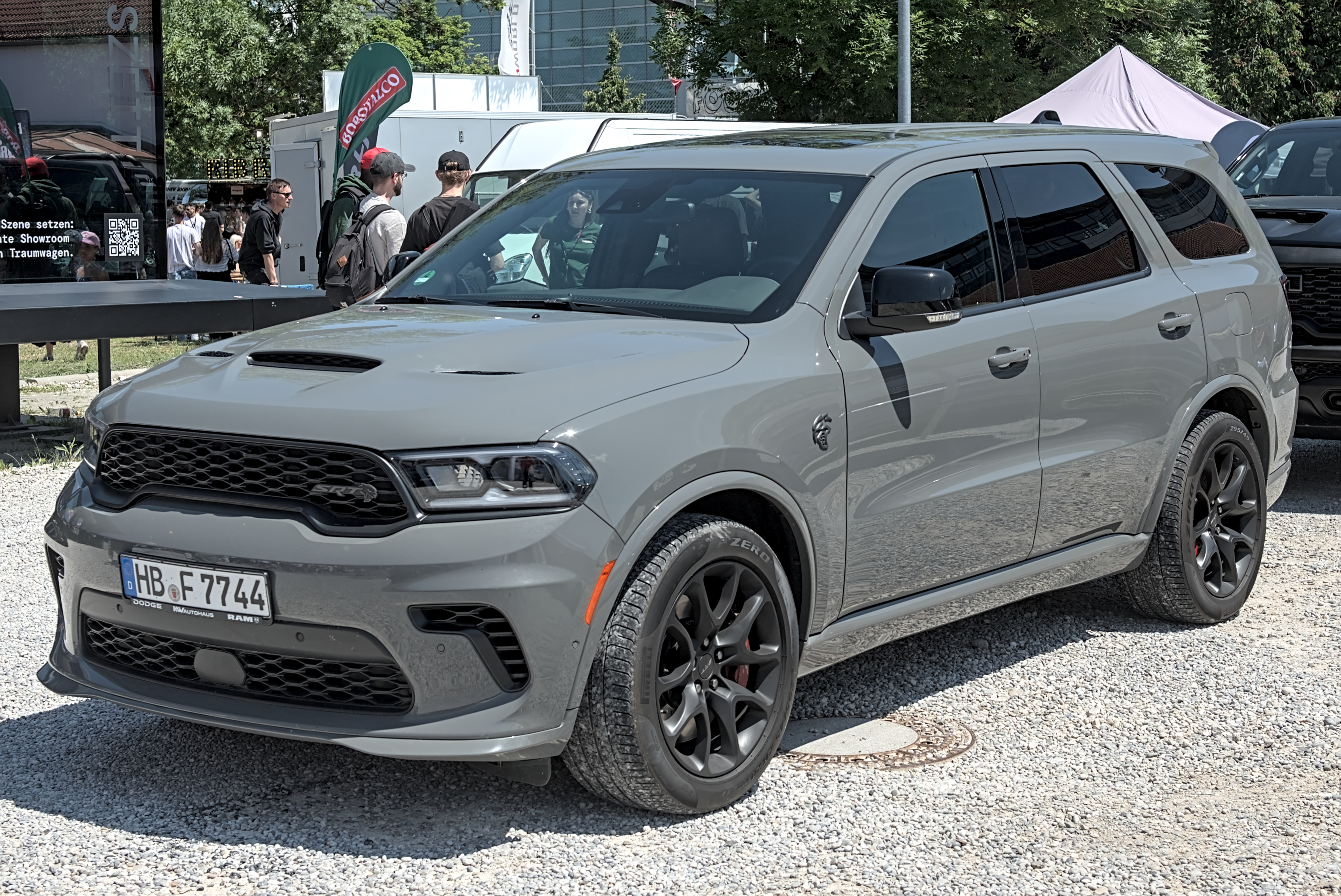
Dodge Durango SRT Hellcat (seit 2021)

Zwischen Ende 2017 und Ende 2024 war der Durango in einer SRT-Version erhältlich. Den Antrieb übernimmt ein 6,4-Liter-Hemi-Ottomotor mit 354 kW (482 PS).

### SRT Hellcat
Für das Modelljahr 2021 präsentierte Dodge den Durango mit dem 6,2-Liter-V8-Ottomotor aus dem Jeep Grand Cherokee Trackhawk. Mit 529 kW (720 PS) leistet der SRT Hellcat zehn PS mehr als der Grand Cherokee und löste ihn als das stärkste in Serie gebaute SUV der Welt ab. Er war zunächst auf 3000 Exemplare limitiert. Im August 2022 wurde bekannt, dass der Hellcat zum Modelljahr 2023 wieder ins Modellprogramm zurückkehrt.

### Technische Daten
| Kenngrößen                                  | 3.6 Pentastar V6             | 5.7 V8 Hemi R/T              | 6.4 V8 Hemi SRT              | 6.2 V8 SRT Hellcat           |
| Bauzeitraum                                 | 2010–2025                    | seit 2011                    | 2017–2024                    | 2021 seit 2023               |
| Motorkenndaten                              |                              |                              |                              |                              |
| Motor                                       | Chrysler Pentastar           | Chrysler HEMI                | Chrysler HEMI                | Chrysler HEMI                |
| Motortyp                                    | V6-Ottomotor                 | V8-Ottomotor                 | V8-Ottomotor                 | V8-Ottomotor                 |
| Hubraum                                     | 3604 cm³                     | 5654 cm³                     | 6417 cm³                     | 6166 cm³                     |
| max. Leistung                               | 220 kW (299 PS) bei 6400/min | 268 kW (365 PS) bei 5150/min | 354 kW (482 PS) bei 6000/min | 529 kW (720 PS) bei 6100/min |
| max. Drehmoment                             | 353 Nm bei 4800/min          | 529 Nm bei 4250/min          | 637 Nm bei 4300/min          | 868 Nm bei 4300/min          |
| Kraftübertragung                            |                              |                              |                              |                              |
| Antrieb, serienmäßig                        | Hinterradantrieb             | Hinterradantrieb             | Allradantrieb                | Allradantrieb                |
| Antrieb, optional                           | Allradantrieb                | Allradantrieb                | —                            | —                            |
| Getriebe, serienmäßig                       | 8-Gang-Automatikgetriebe     | 8-Gang-Automatikgetriebe     | 8-Gang-Automatikgetriebe     | 8-Gang-Automatikgetriebe     |
| Messwerte                                   |                              |                              |                              |                              |
| Höchstgeschwindigkeit                       | 206 km/h                     | 210 km/h                     | 250 km/h                     | 290 km/h                     |
| Beschleunigung, 0–100 km/h                  | 9,0 s                        | 7,5 s                        | 4,5 s                        | 3,6 s                        |
| Kraftstoffverbrauch auf 100 km (kombiniert) | 11,6 l Super                 | 13,2 l Super                 | 16,7 l Super                 | 16,8 l Super                 |
| CO2-Emission (kombiniert)                   | 296 g/km                     | 371 g/km                     | 394 g/km                     |                              |
| Tankinhalt                                  | 93 l                         | 93 l                         | 93 l                         | 93 l                         |